# 哈里·赫普沃思
哈里·詹姆斯·赫普沃思（英語：Harry James Hepworth，2003年12月6日—），英国男子竞技体操运动员，2024年欧洲竞技体操锦标赛男子团体全能银牌得主、2024年夏季奥林匹克运动会男子跳马铜牌得主。